# Deutsche Poolbillard-Meisterschaft 2004 (Senioren)
Die Deutsche Poolbillard-Meisterschaft 2004 war die 20. Austragung zur Ermittlung der nationalen Meistertitel der Senioren in der Billardvariante Poolbillard. Sie wurde im Stahlpalast in Brandenburg an der Havel ausgetragen.
Es wurden die Deutschen Meister in den Disziplinen 14/1 endlos, 8-Ball, 9-Ball und 8-Ball-Pokal ermittelt.

## Medaillengewinner
| Disziplin    | Gold                                | Silber                         | Bronze                              | Bronze                             |
| ------------ | ----------------------------------- | ------------------------------ | ----------------------------------- | ---------------------------------- |
| 14/1 endlos  | Wolfgang Siethoff (BC Sindelfingen) | Thomas Damm (1. PBC Gera)      | Willi Ludwig (BC Sindelfingen)      | Ralf Waschkewitz (BC Oberhausen)   |
| 8-Ball       | Andreas Leykamm (1. PBC Karben)     | Günter Geisen (BC Oberhausen)  | Wolfgang Siethoff (BC Sindelfingen) | Jörg Rywotzki (BC Oberhausen)      |
| 9-Ball       | Santo Lia (PBC Köln Süd)            | Jörg Rywotzki (BC Oberhausen)  | Günter Geisen (BC Oberhausen)       | Werner Kohnle (BSC Augsburg)       |
| 8-Ball-Pokal | Günter Geisen (BC Oberhausen)       | Olaf Köster (BC Queue Hamburg) | Willi Ludwig (BC Sindelfingen)      | Roger Schulze (PBC Fortuna Berlin) |

## Modus
Die 32 Spieler, die sich über die Landesmeisterschaften der Billard-Landesverbände qualifiziert haben, spielten zunächst im Doppel-KO-System. Ab dem Viertelfinale wurde im KO-System gespielt.

## Wettbewerbe
Aus Gründen der Übersichtlichkeit werden im Folgenden jeweils nur die 16 bestplatzierten Spieler notiert.

### 14/1 endlos
| Platz | Spieler           | Verein             |
| ----- | ----------------- | ------------------ |
| 1     | Wolfgang Siethoff | BC Sindelfingen    |
| 2     | Thomas Damm       | 1. PBC Gera        |
| 3     | Willi Ludwig      | BC Sindelfingen    |
| 3     | Ralf Waschkewitz  | BC Oberhausen      |
| 5     | Günter Geisen     | BC Oberhausen      |
| 5     | Werner Kohnle     | BSC Augsburg       |
| 5     | Erwin Hartl       | SP Regensburg      |
| 5     | Hans-Jörg Müller  | 1. PBC Sonthofen   |
| 9     | Holger Gries      | 1. PBC Karben      |
| 9     | Santo Lia         | PBC Köln Süd       |
| 9     | Janny Rassanis    | 1. BC Siegburg     |
| 9     | Roger Schulze     | PBC Fortuna Berlin |
| 13    | Hans-Günter Brand | MBC Werdohl        |
| 13    | Albert Leibenguth | BC Sindelfingen    |
| 13    | Siegfried Bund    | PSG Köln           |
| 13    | Andreas Leykamm   | 1. PBC Karben      |

### 8-Ball
| Platz | Spieler             | Verein                |
| ----- | ------------------- | --------------------- |
| 1     | Andreas Leykamm     | 1. PBC Karben         |
| 2     | Günter Geisen       | BC Oberhausen         |
| 3     | Wolfgang Siethoff   | BC Sindelfingen       |
| 3     | Jörg Rywotzki       | BC Oberhausen         |
| 5     | Dirk van den Dungen | PBSC Michelstadt      |
| 5     | Michael Reimer      | 1. PBC Kreuzberg      |
| 5     | Reinhard Kuth       | PBC Köln Süd          |
| 5     | Thomas Damm         | 1. PBC Gera           |
| 9     | Erwin Hartl         | SP Regensburg         |
| 9     | Norbert Reimus      | PBC Münster           |
| 9     | Willi Ludwig        | BC Sindelfingen       |
| 9     | Olaf Köster         | BC Queue Hamburg      |
| 13    | Rainer Claßen       | 1. PBC Joker Geldern  |
| 13    | Janny Rassanis      | 1. BV Siegburg        |
| 13    | Peter Fricke        | Jump Hannover         |
| 13    | Matthias Wolf       | BF Weinheim-Viernheim |

### 9-Ball
| Platz | Spieler            | Verein                 |
| ----- | ------------------ | ---------------------- |
| 1     | Santo Lia          | PBC Köln Süd           |
| 2     | Jörg Rywotzki      | BC Oberhausen          |
| 3     | Günter Geisen      | BC Oberhausen          |
| 3     | Werner Kohnle      | BSC Augsburg           |
| 5     | Holger Gries       | 1. PBC Karben          |
| 5     | Rudi Zick          | PBC Fortuna Aachen     |
| 5     | Erwin Hartl        | SP Regensburg          |
| 5     | Thomas Damm        | 1. PBC Gera            |
| 9     | Andreas Leykamm    | 1. PBC Karben          |
| 9     | Jusuf Kavi         | PBC Hot Shots Essen    |
| 9     | Olaf Köster        | BC Queue Hamburg       |
| 9     | Willi Ludwig       | BC Sindelfingen        |
| 13    | Raik Ernst         | 1. PBC Eisleben        |
| 13    | Ronny Hager        | PBC 77 Viktoria Berlin |
| 13    | Jürgen Baumgärtner | PBC Aalen              |
| 13    | Peter Jansen       | 1. PBC Joker Geldern   |